# Deutsche Cadre-71/2-Meisterschaft 1960/61

Veranstaltungsort: Frankfurt am Main

Die Deutsche Cadre-71/2-Meisterschaft 1960/61 ist eine Billard-Turnierserie und fand am 6. Januar 1961 in Frankfurt am Main zum 15. Mal statt.

## Geschichte
Ursprünglich wurde diese Meisterschaft als Qualifikation für die Cadre-71/2-Europameisterschaft in Thionville gestartet. Da eigentlich zwei deutsche Teilnehmer vorgesehen waren, wurde keine Stichpartie zwischen den punktgleichen Walter Lütgehetmann und Ernst Rudolph gespielt. Später wurde aber wegen zu später Meldung nur ein deutscher Teilnehmer zugelassen. Somit fuhr Lütgehetmann zur EM. Später wurde durch den Deutschen Billard Bund (DBB) die Qualifikation als offizielle Deutsche Meisterschaft gewertet.

## Modus
Es wurde im Round-Robin-Modus bis 300 Punkte gespielt.
Die Endplatzierung ergab sich aus folgenden Kriterien:
1. Matchpunkte
2. Generaldurchschnitt (GD)
3. Bester Einzeldurchschnitt (BED)
4. Höchstserie (HS)

## Teilnehmer (alphabetisch)
1. Joachim Eiter (Billardgesellschaft Münster 1914)
2. Walter Lütgehetmann (Billard Club Frankfurt 1912)
3. Ernst Rudolph (Kölner Billard-Club 1908)
4. Norbert Witte (BC Grün-Weiß-Rot Oberhausen)

### Abschlusstabelle
| Klassement                 | Klassement          | Klassement | Klassement | Klassement | Klassement | Klassement | Klassement | Klassement |
| Platz                      | Name                | MP         | Pkte.      | Aufn.      | GD         | BED        | HS         |            |
| -------------------------- | ------------------- | ---------- | ---------- | ---------- | ---------- | ---------- | ---------- | ---------- |
| 1                          | Walter Lütgehetmann | 4:2        | 866        | 59         | 14,67      | 27,27      | 100        |            |
| 2                          | Ernst Rudolph       | 4:2        | 843        | 70         | 12,04      | 18,75      | 54         |            |
| 3                          | Joachim Eiter       | 2:4        | 651        | 70         | 9,30       | 10,34      | 47         |            |
| 4                          | Norbert Witte       | 2:4        | 637        | 71         | 8,97       | 12,00      | 67         |            |
| Turnierdurchschnitt: 11,10 |                     |            |            |            |            |            |            |            |